# 故陵墓群
故陵墓群位於重慶市雲陽縣故陵鎮故陵村，文物遺址年代為戰國，2009年12月15日列為第二批重慶市文物保護單位。